# Молль, Марг
Марг Молль (нем. Marg Moll, урожд. Марг Хёффнер; 2 августа 1884, Мюлуз — 15 марта 1977, Мюнхен) — немецкая художница, скульптор и писательница.

## Жизнь и творчество
Марг получила художественное образование в Штеделевском институте во Франкфурте-на-Майне, где она большое внимание уделяла скульптуре. В 1905 году девушка становится ученицей живописца Оскара Молля, за которого вышла замуж в 1906 году. Молодая пара переехала в Берлин, где работала в мастерской художника Ловиса Коринта. Кроме этого, Марг изучает анатомию в школе Левина-Функе. В 1907 годы Молли переехали в Париж, где у них завязались дружеские отношения с Анри Матиссом. Молли входили в ближайшее окружение Матисса, убедившего его открыть свою академию (Академия Матисса). В Академии Марг Молль работала в ученическом ателье художника над скульптурными произведениями.
По окончании Первой мировой войны Марг Молль уехала в Бреслау, где Оскар получил место профессора в Государственной художественной академии. Её работы этого периода испытали влияние знакомых ей по Парижу скульпторов, таких как Александр Архипенко, Осип Цадкин и Константин Бранкузи. В 1928 году Марг Молль вновь оказалась в Париже и стала ученицей Фернана Леже. Позднее в Париже Марг Молль в Группу 1940 и участвовала в выставках вместе с такими мастерами, как Робер Делоне и Альбер Глез. Пластические работы Марг становятся всё более абстрактными; постепенно она отходит от реалистического искусства.
В 1932 году Академия в Бреслау была закрыта, и Молли переехали сначала в Дюссельдорф, а затем в Берлин. После прихода в Германии к власти национал-социалистов Оскар был отстранён от преподавательской работы. Его работы, как и работы Марг, были отнесены к дегенеративному искусству. Одна из работ Марг, бронзовая скульптура Танцовщица, в 1937 году была конфискована и отправлена для экспозиции на организованную нацистами выставку дегенеративного искусства. Долгие годы она считалась утраченной, пока не была обнаружена в 2009 году во время раскопок в центре Берлина. Значительная коллекция произведений искусства, принадлежавшая Моллям (в том числе и их работы), была уничтожена во время бомбардировки в 1943 году.
По окончании Второй мировой войны и смерти Оскара Молля в 1947 году Марг продолжала заниматься скульптурой. В 1947—1950 годах она проживала в Уэльсе, затем встречалась в Лондоне со скульптором Генри Муром. В 1952 году художница вернулась в Дюссельдорф. В последующие годы она путешествовала как по Германии, так и за рубежом. Свои скульптуры свои Марг Молль создавала как из бронзы, так и из дерева. В 1969 году Марг Молль была награждена Большим орденом «За заслуги перед Федеративной Республики Германия», в 1970 — почётной медалью на XVI кёльнской художественной выставке.

## Сочинения
- Moll, Margarethe, Erinnerungen an Matisse, in: Neue Deutsche Hefte, Heft 23, Gütersloh 1956, S. 853 f. Wieder abgedruckt in: Ausst.kat. "Matisse und seine deutschen Schüler, Pfalzgalerie Kaiserslautern/Ostdeutsche Galerie Regensburg 1988, S. 41 ff.

## Галерея
- www.oskar-u-marg-moll.de Избранные работы Марг и Оскара Молл